# آربور ویتایی (کامیونیتی)، ویسکانسین
آربور ویتایی (به انگلیسی: Arbor Vitae) یک منطقهٔ مسکونی در ایالات متحده آمریکا است که در آربور ویتایی واقع شده است. آربور ویتایی ۴۹۷٫۱۳ متر بالاتر از سطح دریا واقع شده است.